# Tokiwa (Schiff)
Die Tokiwa (jap. 常盤) war ein Panzerkreuzer der Kaiserlich Japanischen Marine. Sie war der zweite Panzerkreuzer, der im Rahmen des „sechs-und-sechs“-Bauprogramms gebaut wurde. Benannt war das Schiff nach einem See in der Präfektur Yamaguchi, nahe Ube. Das Schiff wurde auf der Werft der Firma Armstrong-Whitworth in Elswick bei Newcastle upon Tyne nach ihrem Schwesterschiff Asama gebaut. 1922 zum Minenleger umgebaut, blieb die Tokiwa bis zu ihrer Versenkung kurz vor Ende des Zweiten Weltkrieges im Dienst der japanischen Marine.

## Baugeschichte
Die Tokiwa war der zweite von sechs Panzerkreuzern, die nach dem Ersten Japanisch-Chinesischen Krieg als Teil des „Sechs-Sechs-Programms“ (sechs Linienschiffe – sechs Panzerkreuzer) bei ausländischen Werften als Kern der japanischen Marine bestellt wurden. Sie war das Schwesterschiff der zuerst gebauten Asama, nach dem von Armstrong entwickelten Grundentwurf war für alle sechs Kreuzer des Programms, die alle 20,3-cm-Armstrong-Geschütze als Hauptbewaffnung erhalten und eine Geschwindigkeit von 20 bis 21 Knoten erreichen sollten. Die Werften waren relativ frei in der Detailausführung.

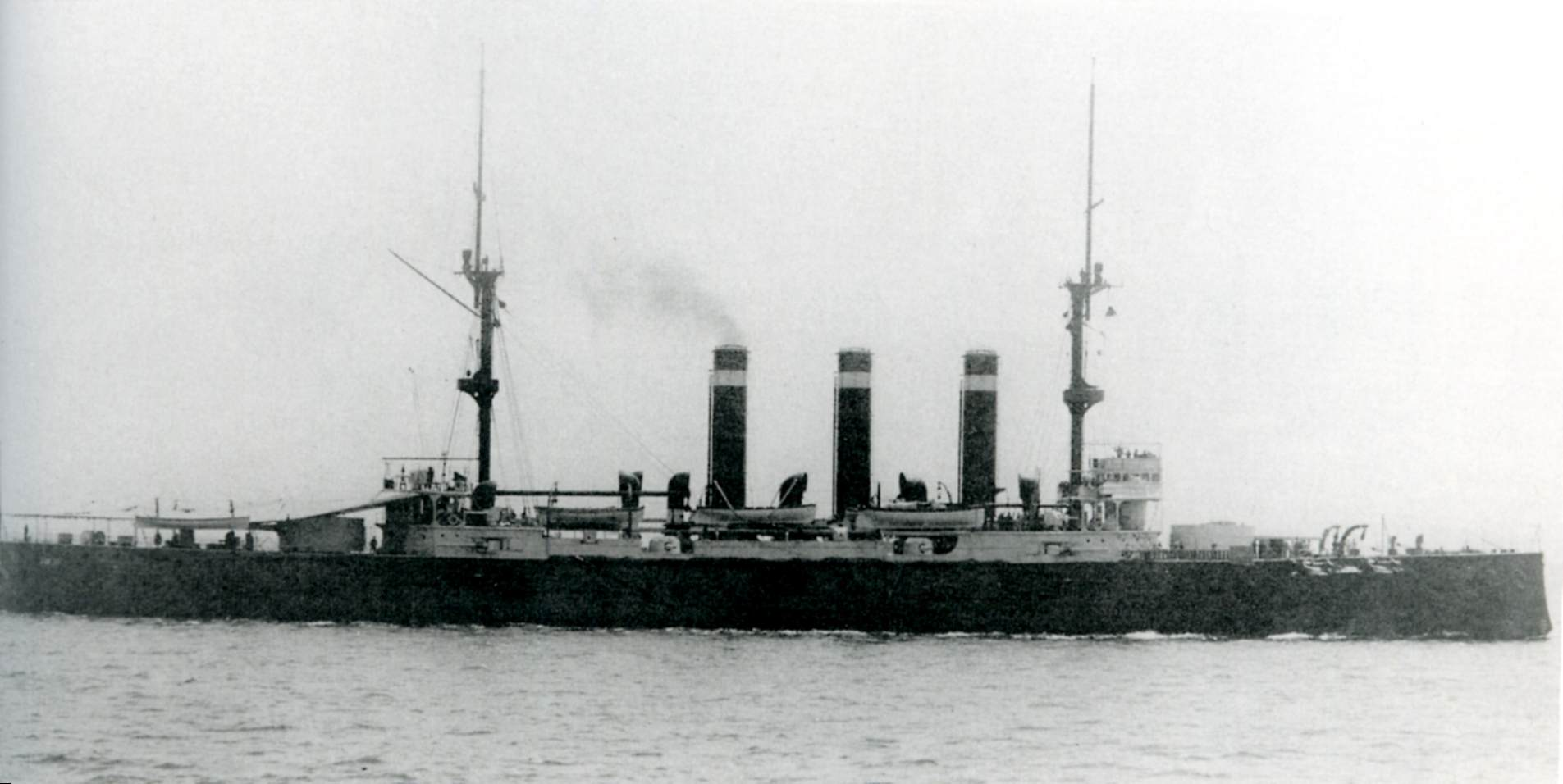
Der Panzerkreuzer Izumo

Fast alle Aufträge des Bauprogramms gingen nach Großbritannien. Armstrong baute in Elswick zwei Paare dieser Kreuzer: erst die Asama und die Tokiwa, dann die Izumo und die Iwate. Aus politischen und diplomatischen Gründen wurde die Yakumo in Deutschland und ihr Beinah-Schwesterschiff Azuma in Frankreich bestellt.
Die Kiellegung der Tokiwa erfolgte am 6. Januar 1897, die dann am 6. Juli 1898 schon vom Stapel lief und am 18. Mai 1899 in Dienst gestellt wurde. Am 17. Juli 1899 traf die Tokiwa zwei Monate nach ihrer Schwester Asama in Yokosuka ein. Ihr erster Kommandant war der spätere Flottenbefehlshaber Dewa Shigetō.
Die vier folgenden Panzerkreuzer unterschieden sich von der Asama und Tokiwa nur in einigen Details. Äußerlich bestand ein erheblicher Unterschied durch die zwei Schornsteine, während die folgenden Schiffe drei Schornsteine hatten.

## Einsatzgeschichte
Ihr erster Einsatz erfolgte während des Boxeraufstandes vor der chinesischen Küste.

### Russisch-Japanischer Krieg
Während des Russisch-Japanischen Kriegs wurde die Tokiwa mit Izumo, Iwate, Azuma und Yakumo als 2. Division der Vereinigten japanischen Flotte anfangs gegen Port Arthur zusammen mit der 1. Division, die aus sechs Linienschiffen bestand, eingesetzt. Nach Erfolgen der russischen Kreuzer, die von Wladiwostok aus operierten, wurde die Panzerkreuzer unter Admiral Kamimura als Zweite Flotte im Japanischen Meer eingesetzt und besiegten mit den vier modernen Panzerkreuzern Izumo, Azuma, Tokiwa unter Kapitän Motaro Yoshimatsu und Iwate sowie den beiden Geschützten Kreuzern Naniwa und Takachiho im Seegefecht bei Ulsan am 14. August 1904 das russische Kreuzergeschwader unter Konteradmiral Karl Jessen mit den Panzerkreuzern Rossija, Gromoboi und der veralteten Rurik, die versenkt wurde. Tokiwa erhielt in diesem Gefecht nur wenige Treffer und hatte nur drei Verletzte zu beklagen. Nach Auffüllung der verbrauchten Munitions- und Treibstoffvorräte ging sie mit Izumo und Azuma wieder in See. Als Flaggschiff des Vizeadmirals Uryū Sotokichi ging sie am 16. mit den Kreuzern Naniwa, Niitaka und zwei Zerstörern nach Shanghai, um die Demobilisierung der dorthin geflüchteten russischen Schiffe durchzusetzen. Anfang September kehrte sie nach Tsushima zurück, um als Flaggschiff der 3. Flotte den Südlichen Zugang zur Koreastraße zu sichern. Auch sicherte sie Truppengeleitzüge nach Korea.
An der entscheidenden Seeschlacht bei Tsushima am 27. bis 28. Mai 1905 war die Tokiwa unter Kapitän Reijiro Kawashima beteiligt. Sie erlitt einige unbedeutende Treffer und hatte einen Toten zu beklagen. Bis zum Kriegsende tat sie meist Dienst in der Koreastraße und sicherte Truppentransporte zum asiatischen Festland.
1910 wurde die Tokiwa überholt und erhielt modernere, kohlegefeuerte Belleville-Kessel, bevor sie in den Flottendienst zurückkehrte.

### Erster Weltkrieg
Im Ersten Weltkrieg gehörte der Panzerkreuzer Tokiwa anfangs zum 4. Geschwader der 2. japanischen Flotte, die gegen den deutschen Flottenstützpunkt Tsingtau eingesetzt wurde, der allerdings vom deutschen Ostasiengeschwader vor dem Kriegseintritt der Japaner schon verlassen worden war. Gegen den deutschen Stützpunkt, in dem sich nur noch fünf Kanonenboote (davon vier zur Ausstattung von Hilfskreuzern bereits abgerüstet) und das Torpedoboot S 90 und der alte österreichische Kreuzer Kaiserin Elisabeth befanden, setzten die Japaner anfangs fünf alte Linienschiffe russischen Ursprungs mit Suwo, Iwami, Tango, Okinoshima, Mishima, neben der Tokiwa zwei weitere Panzerkreuzer mit Iwate und Yakumo, acht Leichte Kreuzer, darunter die Takachiho, 24 Zerstörer, 4 Kanonenboote, das Flugzeugmutterschiff Wakamiya und eine Vielzahl von Hilfsschiffen ein. Die anfangs auch noch eingesetzten moderneren Linienschiffe Settsu, Kawachi, Satsuma, Aki und der Schlachtkreuzer Kongo wurden allerdings bald abgezogen. Die Briten beteiligten sich an dem Flottenaufmarsch mit dem alten Linienschiff Triumph, das in Hong Kong mobilisiert worden war, und vier alten Zerstörern aus Weihaiwei.
Im Oktober 1914 ging die Tokiwa zusammen mit der Yakumo nach Singapur und in den Golf von Bengalen, um die dort bereits eingesetzte Chikuma und die russische Schemtschug auf der Suche nach der Emden zu unterstützen.
Am 19. März traf die Tokiwa mit dem Werkstattschiff Kamakura Maru in Puerto San Bartolome, Baja California Sur, an der mexikanischen Westküste ein. Auf der Tokiwa kam auch Vizeadmiral Tochinai Sojirō, der routinemäßig Admiral Moriyama Keizaburo als Befehlshaber der Amerikadivision der japanischen Flotte ablöste. In Puerto San Bartolome, auch Turtle Bay genannt, war das Schwesterschiff Asama am 31. Januar 1915 auf einem nicht kartierten Unterwasserfelsen aufgelaufen und drohte zu zerbrechen. Zu ihrer Unterstützung waren bereits das bisherige Flaggschiff Izumo, das sich schon seit Dezember 1913 an der mexikanischen Westküste auf Station befand, der Kreuzer Chitoseund das Versorgungsschiff Konan Maru versammelt, und am 24. März traf schließlich noch das Werkstattschiff Kanto ein. Erst nach 98 Tagen schwamm die inzwischen durch den Tidenhub weiter beschädigte Asama auf und trat am 23. August begleitet von der Kanto und der Chitose die Heimreise über den britischen Stützpunkt in Esquimalt, British Columbia, wo eine weitere Notreparatur erfolgte, an. Am 18. Dezember 1915 traf das schwer beschädigte Schwesterschiff wieder in Yokosuka ein.
Die Tokiwa blieb bis Anfang 1917 mit Handelsschutzaufgaben gegen mögliche deutsche Hilfskreuzer im Pazifik.

### Schulschiff
Noch im Weltkrieg übernahm die Tokiwa, wie später auch die anderen Panzerkreuzer, Langstreckenausbildungsreisen für Seekadetten. Am 5. April 1917 verließ sie mit Kadetten der 44. Klasse der japanischen Marineakademie zusammen mit der Yakumo Yokosuka zu einer derartigen Reise nach Kalifornien, Hawaii und Ozeanien, von der sie am 17. August zurückkehrte. Vom 1. März bis zum 26. Juli 1919 folgte mit der Azuma eine weitere Reise nach Südasien und Australien mit der 46. Klasse und am 24. November 1919 wieder mit der Azuma die Reise der 47. Klasse nach Singapur, Südostasien und durch den Sueskanal ins Mittelmeer, von der sie am 20. Mai 1920 wieder in Yokosuka eintraf.
Wie die anderen Kreuzer wurde sie am 30. September 1921 zu einem Küstenverteidigungsschiff 1. Klasse umklassifiziert und am 1. Juni 1931 zum Küstenverteidigungsschiff herabgestuft.

### Minenleger
Am 30. September 1922 begann in Sasebo der Umbau der Tokiwa in einen Minenleger. Das Verlegen auch von offensiven Minensperren hatte in der japanischen Marine seit dem Krieg mit Russland Tradition. Dazu wurde ihre beiden 20,3-cm-Doppeltürme und die 15,2-cm-Mittelartillerie entfernt. Sie erhielt Minenschienen am Oberdeck und im Mitteldeck und konnte 500 Minen fassen und wurde dadurch der Minenleger mit der höchsten Minenkapazität. Im März 1924 war der Umbau abgeschlossen.
Am 1. August 1927 erlitt die Tokiwa einen erheblichen Schaden, als es zu einem Unfall mit scharfen Minen in der Bucht vor Saiki kam. Der Unfall bei der Entschärfung einer Mine führte zu einer Kettenreaktion, das Heck wurde erheblich beschädigt und 35 Besatzungsmitglieder starben. Weitere wurden erheblich verletzt. Das Schiff wurde in Sasebo repariert und danach der Reserve zugewiesen. 1930 war Tokiwa, wie alle japanischen Panzerkreuzer, Gegenstand des Londoner Flottenabkommens, das die Beseitigung aller alten Panzerschiffe aus den Flotten zum Ziel hatte. Gemäß Art. 12,3 des Abkommens war es der japanischen Seite erlaubt, sie durch einen Minenleger mit 5.000 tn.l. Verdrängung und einer Geschwindigkeit bis 20 Knoten zu ersetzen. Gleiches galt für den Minenleger Aso, die ehemalige Bajan.
1931 wurden in die Tokiwa, wie in anderen alten Panzerkreuzern, acht Kampon-Kessel eingebaut. Wegen der Spannungen mit China nach dem Mukden-Zwischenfall und dem Ersten Shanghai-Zwischenfall wurde sie der 1. Flotte zugewiesen und erfüllte von Januar 1932 bis Mai 1933 Sicherungsaufgaben vor der nordchinesischen Küste. Bei Bildung der 4. Flotte für die Verwaltung der Marineeinheiten in den japanischen Gebieten der Südsee (Marianen, Palau, Karolinen und Marshallinseln) am 15. November 1939 wurde die Tokiwa dort dem 18. Geschwader zugewiesen. 1940 wechselte sie zur 19. Minenlegerdivision unter Konteradmiral Shima Kiyohide mit dem modernen Minenleger Okinoshima als Flaggschiff.

### Zweiter Weltkrieg

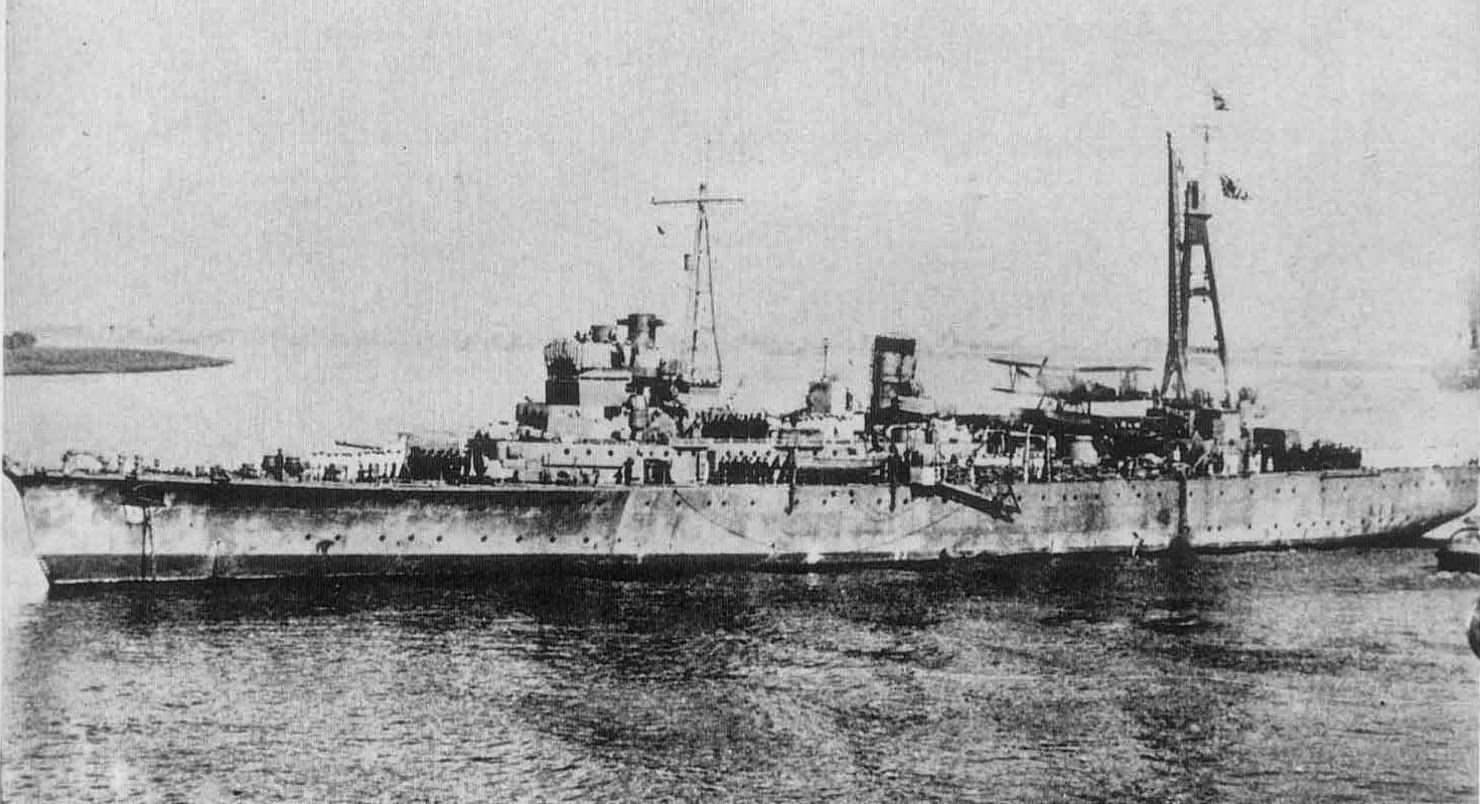
Minenkreuzer Okinoshima

Am 29. November 1941 verließ Tokiwa mit dem für die Operation Gi vorgesehenen Verband Truk mit der Okinoshima als Flaggschiff. Gleichzeitig mit dem Angriff auf Pearl Harbor begann von Jaluit ausgehend die Besetzung der Gilbertinseln (Operation Gi), an der die Tokiwa beteiligt und die am 10. Dezember 1941 abgeschlossen war. Unter dem Kommando von Admiral Kajioka Sadamichi nahm die Tokiwa im Januar an der Operation R, der Besetzung von Rabaul und Kavieng, teil. Am 1. Februar 1942 wurde sie dann im Kwajalein-Atoll bei einem Angriff der Trägerflugzeuge der Enterprise beschädigt und musste zur Reparatur nach Sasebo zurückkehren. Am 14. Juli war sie wieder in Truk und wurde am 19. August dem japanischen Verband zugeteilt, der das Makin-Atoll zurückerobern sollte, das von den Alliierten am 17. August erobert (Makin Raid), allerdings auch sofort wieder geräumt worden war.
Am 1. Mai 1943 wurde die Tokiwa dem Ōminato Wach-Distrikt zugeteilt, nahm aber Ende des Monats an einem Geleitzug nach Truk teil, den das U-Boot Salmon am 3. Juni ohne Erfolg angriff.
Am 20. Januar 1944 wurde die Tokiwa dem 18. Sicherungsgeschwader der 7. Flotte für die Verteidigung zwischen Kyūshū, Honshū und Korea zugewiesen.
Da sich die Situation des japanischen Kaiserreichs ständig verschlechterte, legte sie ab Juni 1944 Tausende von Minen um Okinawa und im Februar 1945 vor Yakushima.

## Verbleib
Am 14. April 1945 erlitt der Minenleger dann selbst einen Minentreffer 125 km vor Kitakyūshū, Kyūshū, mit mittlerem Schaden. Am 3. Juni 1945 wurde die Tokiwa erneut durch Minen beschädigt, die von B-29-Superfortress-Bombern der United States Army Air Forces gelegt worden waren. Bei einem Angriff amerikanischer Trägerflugzeuge am 9. August 1945 wurde sie durch einen direkten und vier Nahtreffer schwer beschädigt und von der Besatzung bei Ōminato an der Mutsu-Bucht auf Strand gesetzt. Das Schiff wurde am 5. April 1947 geborgen und von August bis Oktober in Hakodate, Hokkaidō, abgebrochen.